# Кистенёвский сельсовет
Кистенёвский сельсовет — административная единица на территории Рогачёвского района Гомельской области Республики Беларусь. Административный центр — агрогородок Кистени.

## Состав
Кистенёвский сельсовет включает 10 населённых пунктов:
- Вищин — деревня.
- Днепровский — посёлок.
- Еленово — посёлок.
- Заезье — деревня.
- Залозье — посёлок.
- Кистени — агрогородок.
- Мадора — деревня.
- Озерище — деревня.
- Щибрин — деревня.
- Янков Лог — посёлок.

## Культура
- Кистеневский центр экологической культуры и творчества в агрогородке Кистени.